# Warakas (Tanjung Priok)
Warakas is een kelurahan in het onderdistrict Tanjung Priok in het noorden van Jakarta, Indonesië. De wijk telt 48.127 inwoners (volkstelling 2010).